# Geschubde groene specht
De geschubde groene specht (Picus squamatus) is een vogelsoort uit het geslacht Picus van de familie van de spechten (Picidae).

## Beschrijving
De geschubde groene specht is een typische vertegenwoordiger van het geslacht Picus en vergelijkbaar qua gewoontes en kleuren met zijn Europese verwanten.

## Verspreiding en habitat
De soort komt voor aan de zuidelijke rand van de Centraal-Aziatische gebergten: van het westen van Afghanistan en het noorden van Pakistan tot het noordwesten van India en het oosten van Nepal. In noordoostelijke Indiase deelstaat Sikkim en het district van Darjeeling komt de soort ook voor. Daarnaast wordt de soort aangetroffen in het noorden van Nepal en Tibet. Voorheen kwam de soort ook voor verder naar het westen toe voor, in Iran en Turkmenistan, maar thans is voor zover bekend de soort daar uitgestorven. De spechten bewonen een breed scala van bostypen: van puur naaldbos, gemengde boscomplexen en gematigde loofbossen tot subtropische en tropische wouden. De soort wordt aangetroffen in de Himalaya op hoogtes van 1500 tot 3700 m. Buiten het broedseizoen wordt de soort soms waargenomen boven de boomgrens.
De soort telt twee ondersoorten:
- P. s. flavirostris: van oostelijk Iran en zuidelijk Turkmenistan tot westelijk Pakistan.
- P. s. squamatus: van noordoostelijk Afghanistan tot noordelijk India.

## Status
De geschubde groene specht heeft een enorm groot verspreidingsgebied en daardoor alleen al is de kans op uitsterven uiterst gering. De grootte van de populatie is niet gekwantificeerd. De vogel is plaatselijk algemeen voorkomend en er is geen aanleiding te veronderstellen dat de soort in aantal achteruit gaat. Om deze redenen staat deze specht als niet bedreigd op de Rode Lijst van de IUCN.
Japanse groene specht (P. awokera) ·
grijskopspecht (P. canus) ·
kleine geelkuifspecht (P. chlorolophus) ·
Sumatraanse grijskopspecht (P. dedemi) ·
zwartkopspecht (P. erythropygius) ·
vuurvleugelspecht (P. puniceus) ·
roodkraagspecht (P. rabieri) ·
Iberische groene specht (P. sharpei) ·
geschubde groene specht (P. squamatus) ·
Levaillants specht (P. vaillantii) ·
Birmese schubbuikspecht (P. viridanus) ·
groene specht (P. viridis) ·
grote schubbuikspecht (P. vittatus) ·
kleine schubbuikspecht (P. xanthopygaeus)